# Kút (Irák)
Kút je město ve východním Iráku na levém břehu řeky Tigris, vzdálené 160 kilometrů jihovýchodně od Bagdádu. V roce 2003 byl počet obyvatel města odhadován na 374 000 lidí. Jde o hlavní město dříve stejnojmenné provincie, která byla v šedesátých letech 20. století přejmenována na Wásit.